# Французький поцілунок

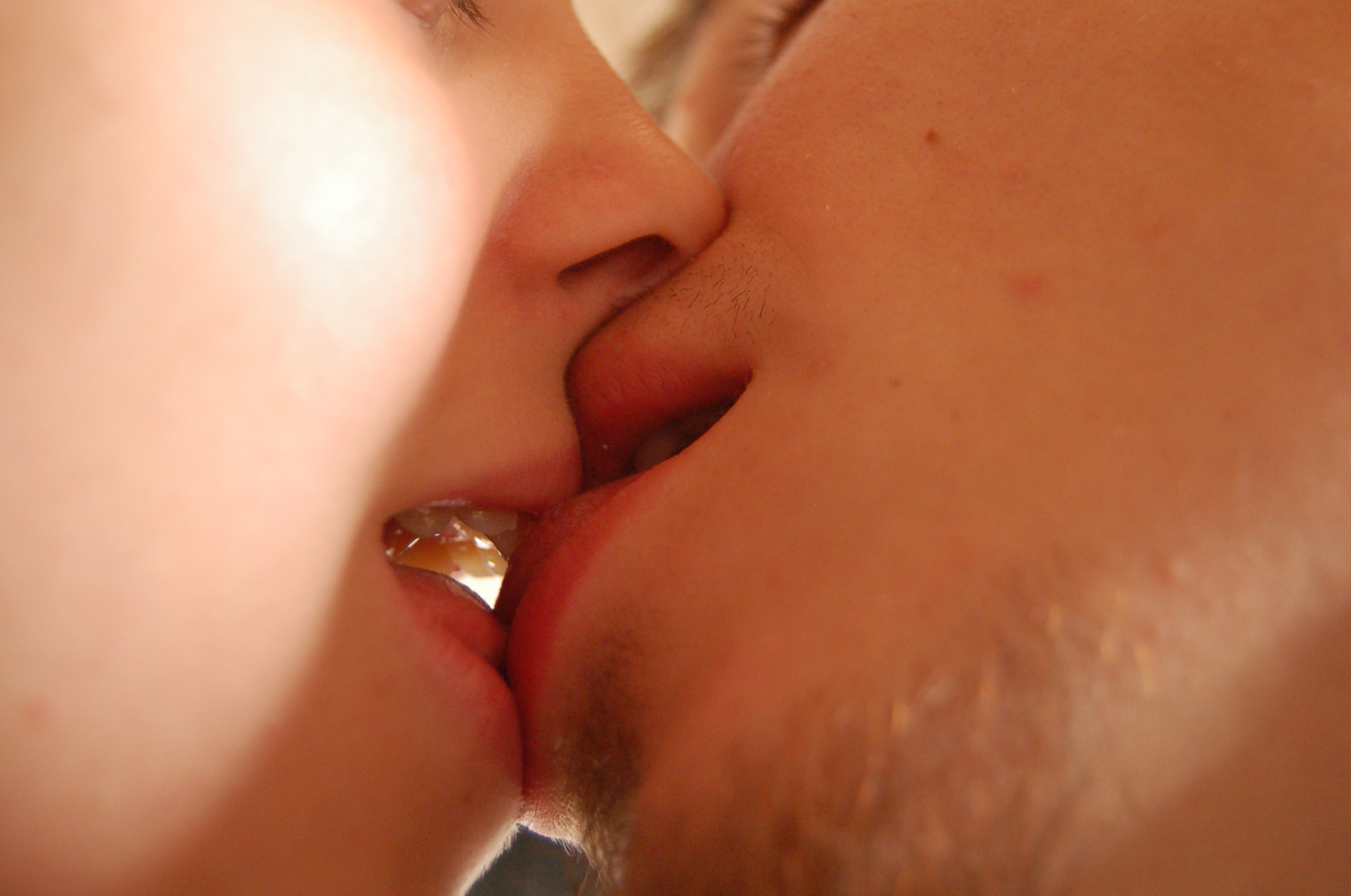
Французький поцілунок

Францу́зький поцілу́нок (англ. french kiss; фр. baiser amoureux — «любовний поцілунок») — романтичний поцілунок, що припускає контакт язиків — іншими словами, один з тих, хто цілується своїм язиком торкається язика, рота партнера.
Французький поцілунок стимулює губи, язик і всю порожнину рота загалом — всі ці зони дуже чутливі до такого роду відчуттів. На відміну від інших поцілунків, французький поцілунок може тривати досить довго.
Використання французького поцілунку значно підвищує ймовірність передачі інфекцій через слину (найвідоміша — мононуклеоз, через свою популярність прозвана в народі як поцілункова хвороба).